# Campanula tschuktschorum
Campanula tschuktschorum là loài thực vật có hoa trong họ Hoa chuông. Loài này được Jurtzev & Fed. mô tả khoa học đầu tiên năm 1974.